# Pleocarphus
Pleocarphus es un género monotípico  de arbusto perennifolio de la familia Asteraceae. Su única especie es:  Pleocarphus revolutus es originaria de Chile donde se encuentra a una altitud de hasta 3000 metros en la Región de Coquimbo y en la Región de Atacama.

## Taxonomía
Pleocarphus revolutus fue descrita por David Don y publicado en Transactions of the Linnean Society of London 16(2): 229. 1830.
Sinonimia
- Jungia dentata (D.Don) Reiche
- Jungia revoluta (D.Don) Reiche
- Jungia revoluta var. dentata (Phil.) Reiche
- Pleocarphus dentatus Phil.[4]